# Cantone di Chartres-Nord-Est
Il Cantone di Chartres-Nord-Est era una divisione amministrativa dell'arrondissement di Chartres.
A seguito della riforma approvata con decreto del 24 febbraio 2014, che ha avuto attuazione dopo le elezioni dipartimentali del 2015, è stato soppresso.

## Composizione
Comprendeva parte della città di Chartres e i comuni di:
- Berchères-Saint-Germain
- Briconville
- Challet
- Champhol
- Clévilliers
- Coltainville
- Fresnay-le-Gilmert
- Gasville-Oisème
- Jouy
- Poisvilliers
- Saint-Prest